# Tillandsia incarnata
Tillandsia incarnata là một loài thuộc chi Tillandsia. Đây là loài bản địa của Venezuela và Ecuador.